# 克拉克森 (肯塔基州)
克拉克森（英語：Clarkson），是美国肯塔基州的一座城市。面积约为2.8平方公里（1.1平方英里）。根据2010年美国人口普查，该市的人口为875人。